# Liga dos Comunistas da Jugoslávia
A Liga dos Comunistas da Iugoslávia,  conhecida até 1952 como o Partido Comunista da Iugoslávia,  foi o partido fundador e dirigente da RSF Iugoslávia. Foi formado em 1919 como o principal partido de oposição comunista no Reino dos Sérvios, Croatas e Eslovenos e após seus primeiros sucessos nas eleições, foi proscrito pelo governo real e às vezes foi dura e violentamente reprimido. Permaneceu um grupo clandestino ilegal até a Segunda Guerra Mundial, quando, após a invasão da Iugoslávia em 1941, o braço militar do partido, os guerrilheiros iugoslavos, envolveu-se em uma sangrenta guerra civil e derrotou as potências do Eixo e seus auxiliares locais. Após a libertação da ocupação estrangeira em 1945, o partido consolidou seu poder e estabeleceu um estado de partido único, que existiu até 1990, dois anos antes da dissolução da Iugoslávia.
O partido, liderado por Josip Broz Tito de 1937 a 1980, foi o primeiro partido comunista no poder na história do Bloco de Leste que se opôs abertamente à União Soviética e, portanto, foi expulso do Cominform em 1948 no que é conhecido como Ruptura Tito–Stalin. Após expurgos internos de membros pró-soviéticos, o partido mudou seu nome para Liga dos Comunistas em 1952 e adotou a política de autogestão dos trabalhadores e um caminho independente para o comunismo, conhecido como Titoísmo.

## Partido da oposição

### Estabelecimento

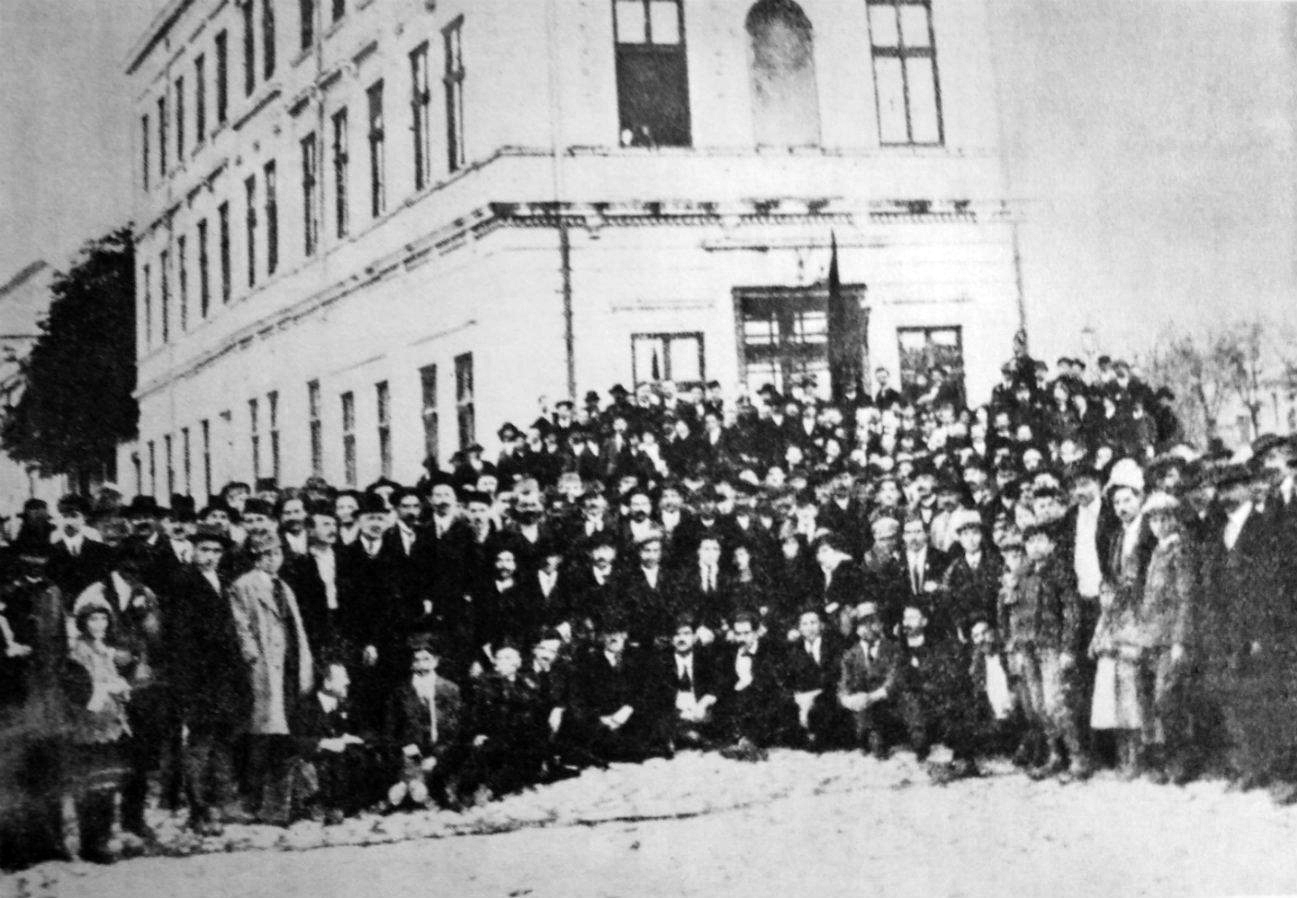
Delegados do Primeiro Congresso do Partido Socialista Trabalhista da Iugoslávia (comunistas), Belgrado, 1919

O Reino dos Sérvios, Croatas e Eslovenos (mais tarde renomeado Iugoslávia) foi estabelecido no final de 1918 no final da Primeira Guerra Mundial.  O movimento socialista no território do novo estado refletia as divisões políticas existentes antes da guerra. Por exemplo, no que era então a Áustria-Hungria, o Partido Social-Democrata da Croácia e Eslavônia (SDPCS) surgiu em 1894, dois anos antes do Partido Social-Democrata Iugoslavo (Jugoslovanska socialdemokratska stranka, JSDS) instalou-se em terras eslovenas. O Partido Social Democrata da Sérvia (SSDP) foi fundado em 1903.  No Condomínio da Bósnia e Herzegovina, o Partido Social Democrata da Bósnia e Herzegovina (SDPBH) foi estabelecido em 1909. 
O SSDP considerou natural servir, como o maior partido social-democrata do novo estado, para unificar grupos políticos afins no país. O SDPBH propôs formalmente uma fusão de tais partidos, mas os social-democratas SDPCS, JSDS e Sérvio- Bunjevac de Vojvodina recusaram. Por sua vez, apenas o SSDP e o SDPBH concordaram formalmente com uma fusão em janeiro de 1919. Um grupo minoritário da ala esquerda do SDPCS se separou do partido como Comitê de Ação de Esquerda (Akcioni odbor ljevice) e optou pelo partido social-democrata unificado com o SSDP e o SDPBH. Logo depois, os social-democratas da Vojvodina reverteram sua decisão.  Congresso de Unificação do Partido Socialista Trabalhista da Iugoslávia (Comunistas) (Socijalistička radnička partija Jugoslavije (komunista), SRPJ[k]) foi realizada em Belgrado de 20 a 23 de abril de 1919 como consolidação à esquerda do espectro político. O novo partido foi acompanhado pelo SSDP em massa e por esquerdistas independentes que se separaram de várias organizações juvenis nacionalistas e partidos social-democratas.  O Partido Socialista Trabalhista da Eslovênia (Delavska socialistična stranka za Slovenijo) separou-se do JSDS e ingressou no SRPJ(k) em 13 de abril de 1920. 
Os confrontos continuaram dentro do partido entre esquerdistas e centristas – o último favorecendo a busca de reformas por meio de um sistema parlamentar. A facção de esquerda prevaleceu no segundo congresso realizado em Vukovar de 20 a 24 de junho de 1920 e adotou um novo estatuto.  Isso alinhou o partido inteiramente com a Internacional Comunista (Comintern),  implementando todas as instruções recebidas do Comintern.  Além disso, o partido foi renomeado como Partido Comunista da Iugoslávia (Komunistička partija Jugoslavije, KPJ) para permitir sua adesão ao Comintern.  Filip Filipović e Sima Marković, ambos ex-ativistas do SSDP, foram eleitos para liderar o KPJ. Em maio de 1920, o KPJ tinha cerca de 50.000 membros,  e numerosos simpatizantes em grande parte provenientes de 300.000 membros de sindicatos e organizações juvenis. 

### Eleições de 1920 e banimento

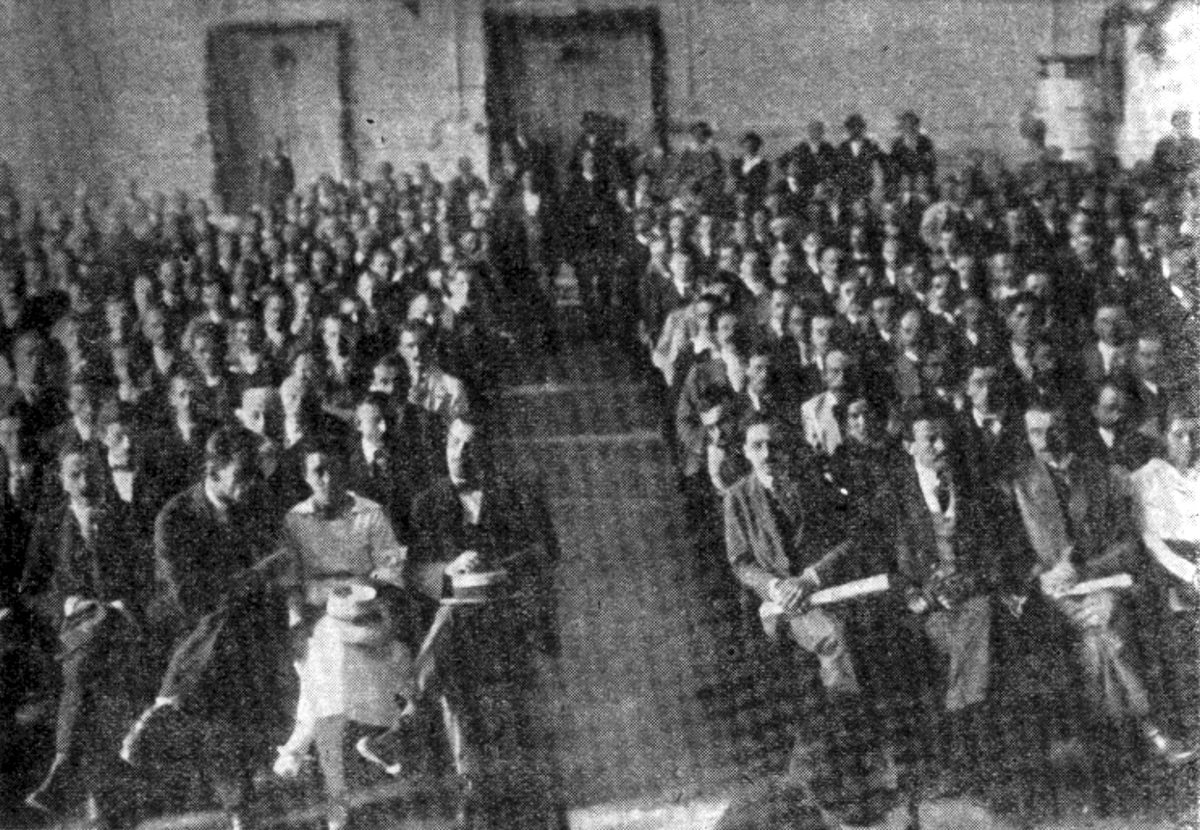
Delegados do Segundo Congresso do Partido Comunista da Iugoslávia, Sala dos Trabalhadores, Vukovar, 1920

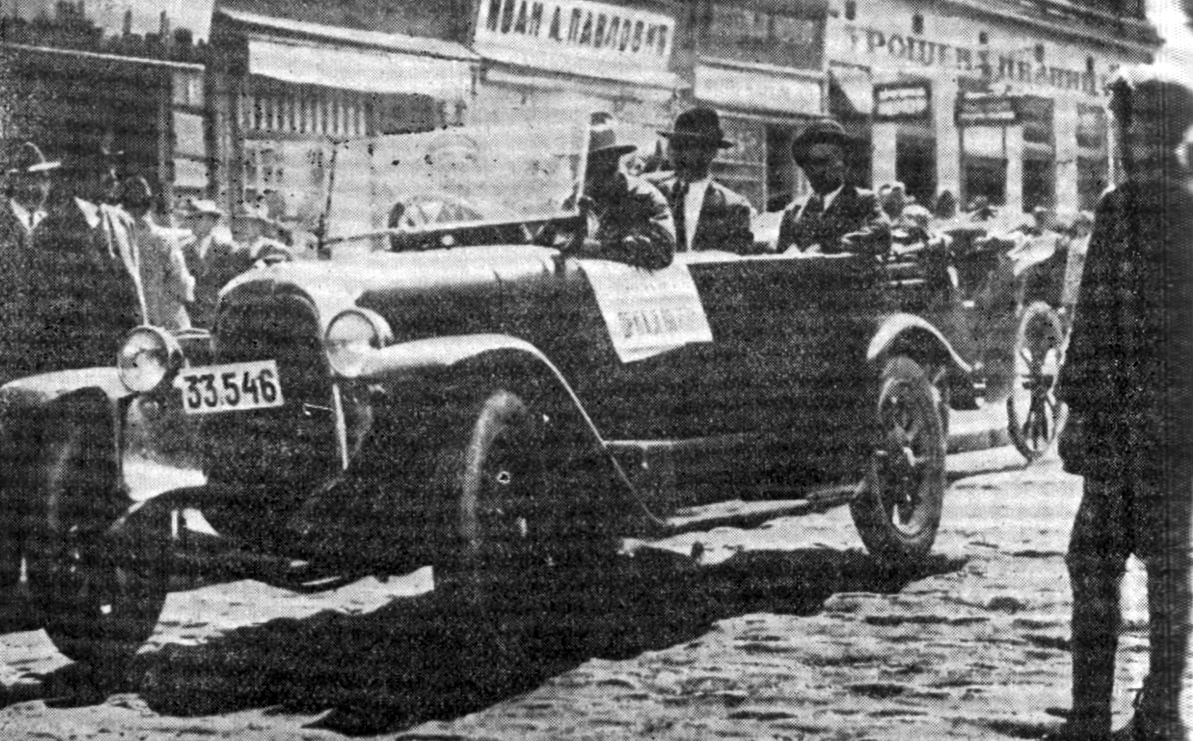
Campanha eleitoral do CPY em 1920

Na eleição para a Assembleia Constituinte de 1920, o KPJ conquistou 58 dos 419 assentos.  Os melhores resultados foram alcançados nas grandes cidades, em Montenegro e na Macedônia, como resultado de votos de protesto contra o regime por conta de ações passadas ou esperadas vindas de eleitores urbanos desempregados e de eleitores em regiões sem outra oposição nacional ou regional atraente partidos encontrados nas terras eslovenas, Croácia-Eslavônia e Bósnia e Herzegovina.  À luz das difíceis circunstâncias econômicas e sociais, o regime via o KPJ como a principal ameaça ao sistema de governo.  Em resposta ao sucesso eleitoral do KPJ em nível local e regional, incluindo Belgrado e Zagreb no início daquele ano, em março-agosto,  e em nível nacional, o Partido Democrata e o Partido Radical do Povo defenderam a proibição da atividade comunista.  O regime viu o KPJ como o maior impedimento para a realização dos pontos de vista defendidos pelo rei Pedro I sobre a resolução da questão nacional sérvia. 
Em dezembro de 1920, greves de mineiros lideradas pelo KPJ na Eslovênia e na Bósnia e Herzegovina levaram à repressão pelo exército real e restrições à propaganda comunista.  A violência serviu de pretexto para a acusação do KPJ.  Em 30 de dezembro, o governo emitiu uma Proclamação (Obznana) proibindo o KPJ. Uma facção do KPJ chamada Justiça Vermelha (Crvena pravda) tentou assassinar o Príncipe Regente Alexandre em 28 de junho e, em seguida, matou o ex-ministro do Interior Milorad Drašković em 21 de julho. Isso levou à proclamação da Lei de Proteção do Reino, transformando a proibição do KPJ em legislação em 2 de agosto, à anulação dos assentos do KPJ na assembleia nacional dois dias depois e à infiltração de vários agentes da polícia secreta no KPJ.  

### Exílio e clandestinidade

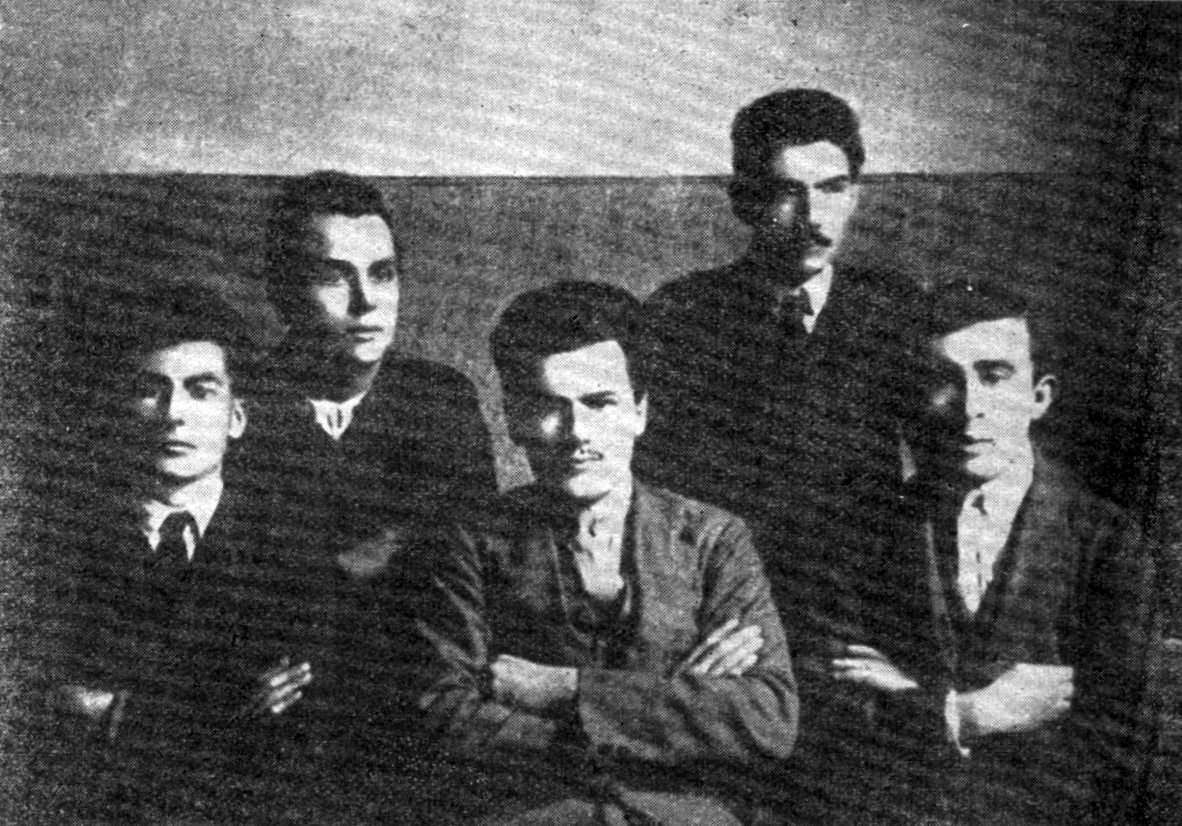
Crvena Pravda

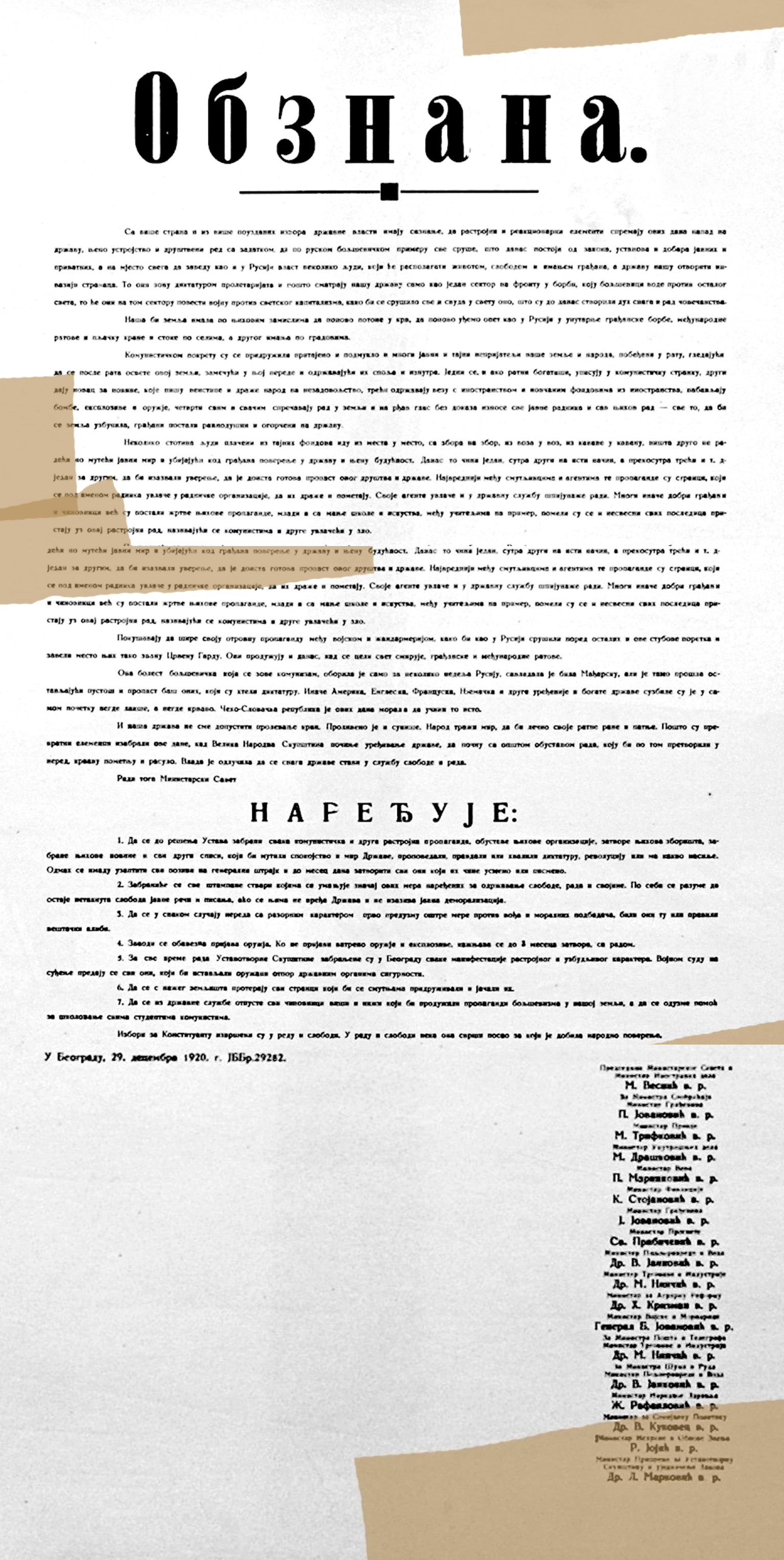
O decreto Obznana, que proibiu KPJ em 1920.

Apesar do sucesso eleitoral, a proibição e a conseqüente mudança do KPJ para a operação secreta tiveram um grande impacto sobre o partido na década e meia seguinte, quando, confrontado com a luta entre facções, ele buscaria cada vez mais a orientação do Comintern.  Em 1924, o número de membros do KPJ foi reduzido para 688.  Além disso, alguns membros emigraram para o exterior - a maioria para Moscou, mas também para Viena, Praga e Paris.  De fato, o KPJ realizou uma conferência de terras em Viena em 1922,  para onde a liderança do partido se mudou no ano anterior. 
No início da década de 1920, o KPJ viu mais lutas faccionais entre sua ala direita liderada por Marković e os líderes sindicais de Belgrado, Lazar Stefanović e Života Milojković, defendendo o trabalho por meios legais para recuperar a aprovação do governo, e esquerdistas, incluindo Đuro Cvijić, Vladimir Ćopić, Triša Kaclerović, Rajko Jovanović e Kosta Novaković, favorecendo a luta secreta leninista. Os esquerdistas também apoiavam a federalização do estado, enquanto os outros defendiam apenas uma autonomia regional limitada.  
Os esquerdistas prevaleceram na Terceira Conferência da Terra em janeiro de 1924, realizada secretamente em Belgrado, onde o KPJ proclamou o direito de cada nação de se separar e formar seu estado nacional. Em junho, o Comintern instruiu o KPJ que a autodeterminação deveria tomar forma das repúblicas independentes da Eslovênia, Croácia e Macedônia. A posição assumida pelo Cominform foi influenciada pela visita a Moscou de Stjepan Radić, líder do Partido Camponês Croata (Hrvatska seljačka stranka, HSS) quando Radić adicionou o HSS à Internacional Camponesa (Krestintern) – ela própria uma agência do Cominform. 
Além disso, o Comintern criticou os confrontos entre facções no KPJ sobre a questão nacional em sua Resolução da Questão Nacional de 1924, que ligava a emancipação social à nacional em considerações estratégicas.  Em resposta, Milojković foi expulso, mas Marković permaneceu como parte da liderança do KPJ. Isso mudou em 1925, quando ele foi denunciado pessoalmente pelo líder da União Soviética, Josef Stalin, perante a comissão iugoslava do Comintern, insistindo que o KPJ deveria aproveitar os movimentos nacionais para objetivos revolucionários. Independentemente disso, a luta entre facções continuou.  Em 1927, a sede do comitê central do KPJ na Iugoslávia foi transferida de Belgrado para Zagreb. 

### Esquerdistas prevalecem

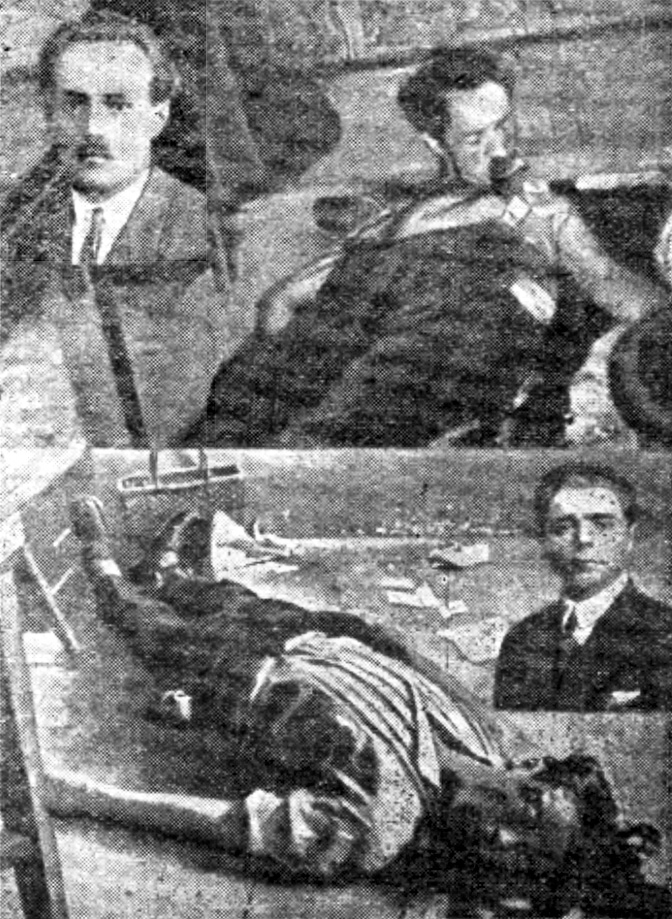
Fotos policiais dos secretários assassinados da Liga dos Jovens Comunistas, Janko Mišić e Mijo Oreški, que foram mortos em um impasse com a polícia em 27 de julho de 1929 em Samobor.

Em fevereiro de 1928, Josip Broz Tito e Andrija Hebrang, buscando agitar a situação existente para a resolução do conflito, persuadiram os delegados à conferência da organização do KPJ em Zagreb a adotar uma resolução buscando o Comintern para intervir e acabar com a luta de facções no KPJ inteiramente.  O KPJ também liderou alguns dos protestos de rua na Croácia pelo assassinato de Radić no final daquele ano. O Sexto Congresso Mundial do Comintern realizado naquele ano procurou aumentar a luta revolucionária e a estratégia foi aceita pelo KPJ em seu Quarto Congresso realizado em Dresden em outubro de 1928. O apelo feito por iniciativa de Tito e Hebrang foi aceito: Marković foi expulso e seus aliados rebaixados, enquanto uma nova liderança foi instalada. Tito e Hebrang foram contornados porque acabaram de ser presos na Iugoslávia, e Đuro Salaj, Žika Pecarski e Đuro Đaković foram nomeados como líderes totalmente treinados pelo Comintern. 
Em 1929, a nova liderança do KPJ pôs em prática o apelo do Comintern à violência, mas em vez de uma revolta total, os esforços consistiram em panfletos e vários tiroteios com a polícia.  As perdas do KPJ foram pesadas e incluíram a morte de vários líderes importantes, incluindo Đaković, e a prisão de seus membros mais ativos por tribunais anti-subversivos especialmente convocados. Por sua vez, a prisão de Sremska Mitrovica tornou-se uma escola improvisada de treinamento do KPJ, pois a prisão permitia o agrupamento de presos políticos. 
Seguindo instruções do Comintern, os membros não sérvios do KPJ deveriam defender a dissolução da Iugoslávia como uma construção das potências ocidentais. No entanto, na época, a maior parte de seus esforços foram investidos na luta contra o JSDS e no debate sobre os méritos revolucionários da literatura escrita por Miroslav Krleža. Em 1932, os membros diminuíram para menos de 500,  o KPJ manteve sua liderança dividida em pelo menos dois locais em todos os momentos em 1928-1935, incluindo pelo menos um no exterior em Moscou, Praga, Viena ou Paris. 
Também agindo de acordo com as instruções do Comintern de julho de 1932 para promover e ajudar a revolta nacional na Croácia, Eslovênia, Montenegro e Macedônia, o KPJ procurou estabelecer laços com a Organização Revolucionária Interna da Macedônia, com sede na Bulgária, mas a organização sofria de suas fraquezas internas e reprimiu em 1934.  Também houve aberturas para a Ustaše, com sede na Itália, como uma organização secessionista croata. Os líderes do KPJ elogiaram o levante Lika iniciado por Ustaše em 1932, na esperança de levar Ustaše à esquerda política.  Embora o apoio aos esforços de Ustaše em Lika e na Dalmácia tenha sido declarado através dos jornais Proleter em dezembro de 1932,  a maior parte do contato com eles foi limitada ao contato com outros presidiários tentando envolvê-los sobre o objetivo comum de separação de Iugoslávia. 

### Gorkić e a frente popular
A linha ultra-esquerdista perseguida desde 1928 foi abandonada em 1933, quando Adolf Hitler chegou ao poder na Alemanha. Em vez disso, o KPJ transformou a ideia de formar uma frente popular junto com outras organizações antifascistas.  A estratégia visava atrair uma ampla coalizão de aliados, uma vez que não era mais viável alcançar a rápida introdução do regime comunista. A estratégia da frente popular coincidiu com a atribuição de Milan Gorkić à liderança do KPJ de seu posto no Comintern em 1932. Gorkić começou a disciplinar os altos escalões do KPJ e estabelecer laços com o JSDS, o HSS, o Partido Federalista Montenegrino, os socialistas cristãos eslovenos e organizações de direita pró-russas na Sérvia com Moscou agora defendendo a unidade iugoslava.  Isso colocou o KPJ em desacordo com o Comintern, que continuou a defender a dissolução da Iugoslávia até a assinatura do Pacto Molotov-Ribbentrop em agosto de 1939.  Ainda assim, Gorkić permaneceu em grande parte fora da Iugoslávia. Em 1934, ele nomeou Tito, recém-libertado da prisão, para organizar o congresso secreto do KPJ em Ljubljana no final daquele ano.  Gorkić foi nomeado secretário-geral do KPJ em 1936, com Sreten Žujović e Rodoljub Čolaković como membros do comitê central.  Tito foi nomeado pelo Comintern como secretário organizacional do KPJ em Moscou em setembro do mesmo ano e mudou-se para Viena um mês depois. 
Em julho de 1937, Gorkić foi convocado de sua base em Paris para Moscou, onde foi preso. Além dele, havia cerca de 900 comunistas de origem iugoslava ou seus apoiadores na União Soviética que foram vítimas do Grande Expurgo de Stalin, assim como 50 outros oficiais do KPJ postados em Moscou, incluindo Cvijić, Ćopić, Filipović, Marković e Novaković. O subsídio soviético ao KPJ foi suspenso.  A mudança deixou Tito no controle de fato do KPJ, já que sua posição foi classificada em segundo lugar apenas para a de Gorkić. 

### Tito assume o poder
Tito passou 1937 e o início de 1938 na Iugoslávia organizando o KPJ lá como uma organização secreta disciplinada atraindo novos membros leais às ideias comunistas e Tito pessoalmente de todas as nações da Iugoslávia, exceto macedônios.  Durante este período, Tito interveio em conflitos entre grupos de membros do KPJ encarcerados em Sremska Mitrovica. O conflito centrou-se na estratégia de frente popular defendida por Hebrang e apoiada por Moša Pijade, Josip Kraš e Đuro Pucar e denunciada por Petko Miletić apoiado por Milovan Đilas e Aleksandar Ranković - estes últimos rotulados de wahhabitas por Pijade por causa de seu radicalismo. O conflito se transformou em uma tentativa de matar Hebrang.  Tito trabalhou com Pijade para chegar a um acordo, incluindo Đilas e Ranković na liderança temporária do KPJ junto com os apoiadores moderados da frente popular croata Kraš e Andrija Žaja, bem como o esloveno Edvard Kardelj, educado na União Soviética. 
Em 1937, o Comintern obrigou o KPJ a estabelecer formalmente o Partido Comunista da Croácia (Komunistička partija Hrvatske, KPH) e o Partido Comunista da Eslovênia (Komunistična partija Slovenije). Os dois partidos eram nominalmente independentes, mas na verdade faziam parte do KPJ.  Este foi mais tarde o precedente para o estabelecimento de partidos comunistas em outras partes da Iugoslávia.  Ainda assim, a liderança do KPH liderada por Kraš e Žaja entrou em conflito com Tito em 1938, quando o KPH apoiou o HSS em vez do Partido do Povo Trabalhador como a frente do KPJ fundada para participação nas eleições parlamentares de 1938. 
A liderança temporária reunida por Tito permaneceu praticamente inalterada quando Tito recebeu o mandato do Comintern para liderar o KPJ em 1939. Miletić foi libertado da prisão naquele ano e procurou substituir Tito. Meses depois, ele desapareceu após ser convocado a Moscou e preso pelo NKVD como vítima de uma série de expurgos no KPJ em 1937-1940, o que fortaleceu a posição de Tito. 
Em 1940, o KPJ completou com sucesso a campanha para diminuir a influência de Krleža e seus seguidores literários que defendiam as ideias marxistas e se opunham à stalinização por medo do totalitarismo.  Além disso, Tito removeu Kraš e Žaja das posições de liderança no KPH e os substituiu por Rade Končar. 
Em outubro de 1940, a Quinta Conferência da Terra do KPJ foi realizada secretamente em Zagreb, como o ato final da campanha de Tito para assumir o controle total do partido. A conferência representou uma aquisição total do agora organizacionalmente mais forte, centralizado, disciplinado e bolchevizado, mas politicamente isolado KPJ por Tito em total alinhamento com a linha esquerdista perseguida pelo Comintern na época.  A questão nacional foi colocada no centro da política do KPJ na conferência, onde Tito criticou Marković e Gorkić há muito desaparecidos por falta de compreensão do assunto.  Conforme Tito consolidou seu controle, o número de membros do KPJ cresceu para 6.000 em 1939 e para 8.000 em 1941, com muitos outros apoiadores. 
Os meses finais de 1940 foram marcados pela militarização da política na Iugoslávia, levando a incidentes como o confronto armado entre o KPJ e o Movimento Nacional Iugoslavo de extrema-direita em outubro, deixando cinco mortos e 120 feridos.  As mudanças estruturais do KPJ, o uso estratégico da questão nacional e a emancipação social para mobilizar simpatizantes prepararam o partido ideológica e operacionalmente para a resistência armada na guerra que se aproximava. 

## Resistência armada

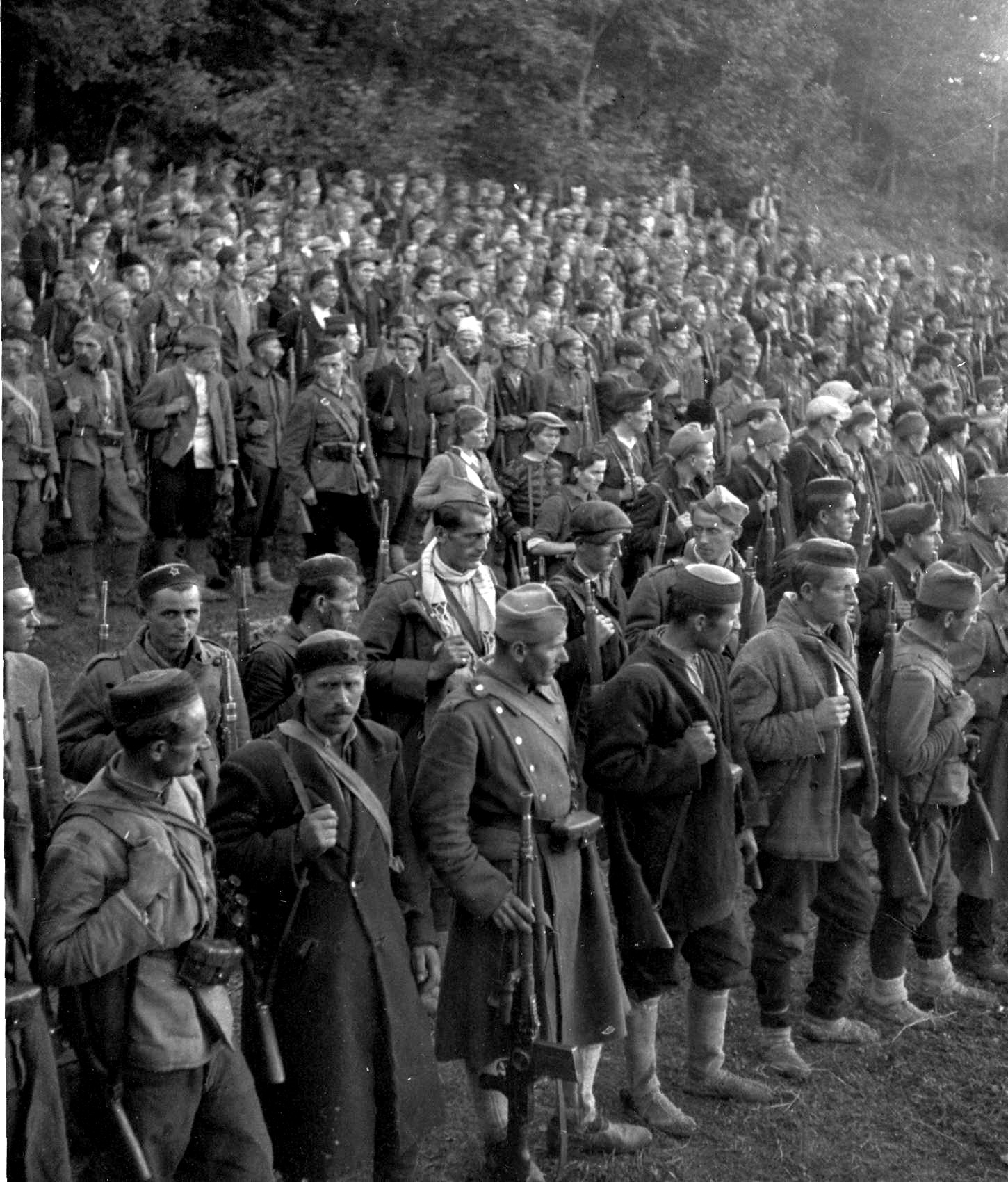
Partidários iugoslavos mobilizados pelo Partido Comunista da Iugoslávia

### Configurando a força guerrilheira
Durante a breve resistência do Exército Real Iugoslavo contra a invasão do país pelo Eixo, Tito esteve em Zagreb. Dois dias após o início das hostilidades, o KPJ e o KPH solicitaram armas ao quartel-general do 4º Exército para ajudar na defesa da cidade, mas foram negadas.  Com a derrota iminente da Iugoslávia, o KPJ instruiu seus 8.000 membros a estocar armas em antecipação à resistência armada,  que se espalharia, no final de 1941, para todas as áreas do país, exceto a Macedônia. 
Com base em sua experiência em operações clandestinas em todo o país, o KPJ passou a organizar os guerrilheiros iugoslavos,  como combatentes da resistência liderados por Tito.  O KPJ avaliou que a invasão alemã da União Soviética havia criado condições favoráveis para uma revolta e seu politburo fundou o Quartel-General Supremo do Exército de Libertação Nacional da Iugoslávia (Narodonooslobodilačka vojska Jugoslavije) com Tito como comandante em chefe em 27 de junho de 1941. 

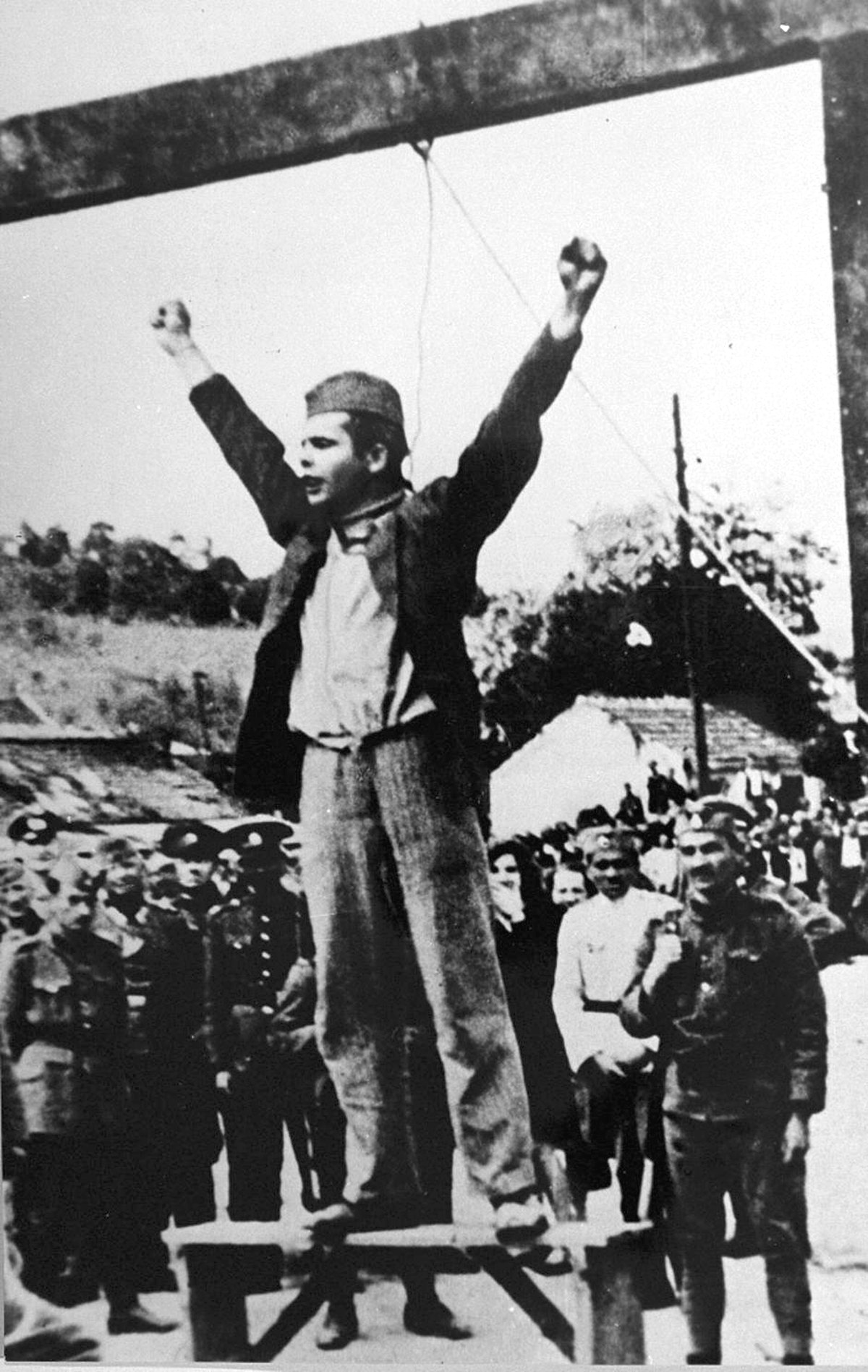
O lutador guerrilheiro Stjepan Filipović gritando "Morte ao fascismo, liberdade ao povo!" segundos antes de sua execução por uma unidade da Guarda Estatal Sérvia em Valjevo, 22 de maio de 1942.

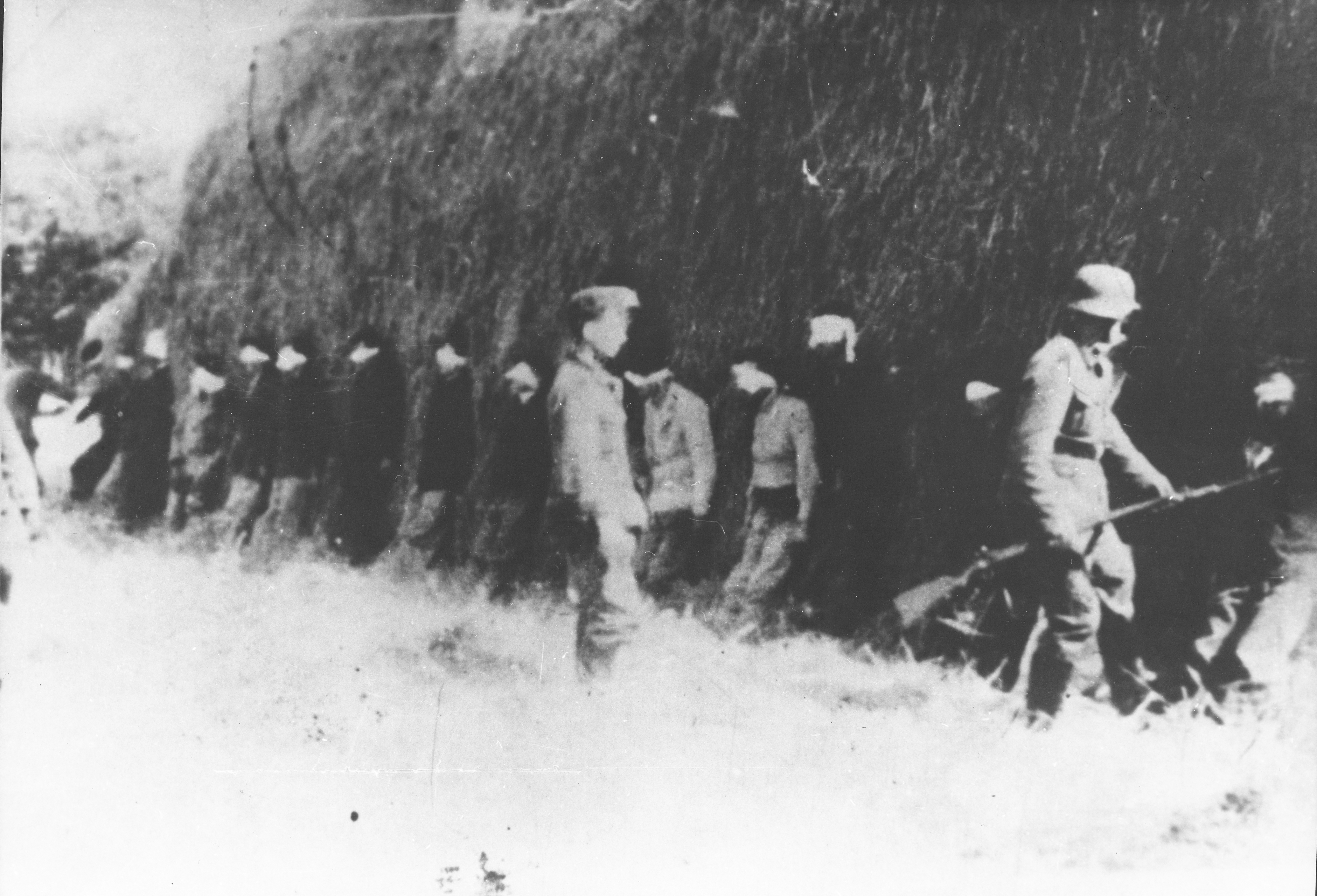
Dezesseis jovens guerrilheiros vendados aguardam a execução pelas forças alemãs em Smederevska Palanka, 20 de agosto de 1941.

Em termos de treinamento militar, os guerrilheiros contavam com aqueles de suas fileiras que haviam cumprido o serviço nacional obrigatório no Exército Real Iugoslavo ou lutado na Guerra Civil Espanhola.  Muitos membros do KPJ eram veteranos desse conflito,  e assumiriam posições de comando nas fileiras partidárias.  Além do treinamento militar, o treinamento político ganhou importância crescente à medida que a guerra avançava. Foi fornecido por comissários políticos com base no modelo soviético.  Os comissários faziam parte do pessoal do destacamento,  unidades originalmente variando em tamanho de 50 a 500 ou mesmo 1.000.  O distintivo do boné de um comissário tornou-se distinto de outros guerrilheiros. Ou seja, a estrela vermelha em seu boné foi desfigurada com a foice e o martelo. A medida atraiu críticas da Frente de Libertação da Nação Eslovena (Osvobodilna fronta slovenskega naroda, OF) organização de resistência civil – que acusou o KPJ de criar o seu próprio exército. Em resposta, os bonés dos comissários partidários eslovenos foram adornados com estrelas vermelhas desfiguradas com as letras "OF".  Em 1942, tipicamente 30-50 por cento do pessoal da unidade partidária declararam-se comunistas. A seleção de pessoal considerado o melhor para 14 Brigadas Proletárias aumentou essa participação nessas unidades – para mais de 60 por cento em alguns casos.  De acordo com fontes iugoslavas, as forças guerrilheiras cresceram para 800.000 em 1945 por meio de voluntários, recrutamento de homens de 17 a 50 anos e deserções de tropas inimigas prometidas anistia. 

### Erros de esquerda
A abordagem estratégica do KPJ era complexa por causa das pressões do Comintern priorizando a luta social competindo com a libertação nacional em circunstâncias substancialmente desiguais regionalmente resultantes da partição do Eixo na Iugoslávia, especialmente da criação do estado satélite do Estado Independente da Croácia (Nezavisna Država Hrvatska, NDH). 
Na Macedônia, a organização regional liderada por Metodi Shatorov mudou a lealdade do KPJ para o Partido Comunista Búlgaro, praticamente reconhecendo a anexação búlgara da área.  O colapso da República de Užice, um território controlado pelos guerrilheiros na Sérvia ocupada em 1941 durante uma ofensiva alemã e chetnik foi, em parte, ajudado por opiniões de camponeses locais que viam a propaganda chetnik mais favoravelmente do que o radicalismo social comunista à luz da preservação da sua propriedade. 
Após a derrota alemã em Moscou no final de 1941, a liderança do KPJ pensou que a guerra estava quase no fim e foi garantir o controle total do KPJ no país. No período até a primavera de 1942, esta política foi geralmente confinada a Montenegro e ao leste da Herzegovina e, de forma menos draconiana, à área da atual Vojvodina e Eslovênia . Consistia em grande parte na matança de inimigos de classe, onde unidades partidárias individuais recebiam cotas de execuções necessárias. Também significava trabalho forçado para camponeses considerados ociosos ou mesmo desleixados. As populações-alvo foram levadas a apoiar os chetniks ou outras forças do Eixo, e a política assim minou a luta geral – fazendo com que o KPJ criticasse os perpetradores, ignorando o papel de seu Comitê Central na formulação da política. Da mesma forma, o KPJ penalizou Petar Drapšin e Miro Popara como proponentes da política, mas ignorou papéis semelhantes desempenhados por Đilas, Ivan Milutinović e Boris Kidrič. Na primavera de 1942, a política conhecida como erros de esquerda foi abandonada. 

### Conflito de políticas na Croácia
As políticas empregadas pelo NDH, executadas pelos Ustaše contra os sérvios e a cessão da Dalmácia à Itália por meio dos Tratados de Roma, criaram uma base natural para o recrutamento partidário entre os sérvios e croatas (particularmente na Dalmácia), respectivamente. Além disso, o estabelecimento do NDH fraturou o HSS em três grupos - um apoiando a resistência armada, outro apoiando o NDH e um grupo indeciso em torno do líder do HSS, Vladko Maček, empregando uma tática de espera. Em fevereiro de 1942, a liderança do KPH sob Hebrang viu isso como uma oportunidade para os guerrilheiros croatas tomarem do HSS a posição de força patriótica central entre os croatas. 
Com efeito, Hebrang prosseguiu assim uma política próxima das visões coligacionistas soviéticas do tempo de guerra, apoiando um certo grau de envolvimento dos ex-membros do HSS e do Partido Democrático Independente, bem como representantes de associações e sindicatos na vida política como uma forma de "movimento de massas", inclusive no trabalho do Conselho Estatal Antifascista para a Libertação Nacional da Croácia como o órgão político de primeira linha destinado a se tornar o futuro Parlamento Popular da Croácia. 
Além disso, Hebrang declarou apoio a políticas sociais mais moderadas,  e defendeu a autonomia da Croácia dentro da federação iugoslava.  Ele argumentou que os sérvios da Croácia deveriam ser principalmente leais à unidade federal croata, que garantiria sua representação política e preservação de sua cultura.  No entanto, o aumento do caráter croata do KPH causou ansiedade entre os sérvios.  A política independente seguida pelo KPH colocou Tito e Hebrang em conflito com a busca da política nacionalista como a principal acusação contra o KPH. Devido à popularidade de Hebrang, o KPJ queria evitar antagonizar os croatas durante a guerra e, em vez disso, apenas duas semanas antes de o Exército Vermelho e os guerrilheiros tomarem a capital dos alemães, transferiu Hebrang para Belgrado para se tornar o ministro da indústria e ocupou o papel de liderança em o KPH com Vladimir Bakarić. 

### Proclamação do novo governo
Em novembro de 1942, os guerrilheiros capturaram a cidade de Bihać e garantiram o controle de grande parte do oeste da Bósnia, Dalmácia e Lika, que eles chamaram de República de Bihać.  Na cidade, uma assembléia pan-iugoslava - o Conselho Antifascista para a Libertação Nacional da Iugoslávia ( Antifašističko vijeće narodnog oslobođenja Jugoslavije, AVNOJ) – instalou-se na cidade por iniciativa de Tito e do KPJ no final desse mês. Em sua reunião de fundação, o AVNOJ adotou o princípio do estado federal como solução para o futuro.  Na sequência da reunião Bihać, havia conselhos de terra estabelecidos como órgãos políticos representativos de partes individuais da futura federação. 
O AVNOJ reuniu-se pela segunda vez em Jajce em novembro de 1943, declarando-se o futuro parlamento do novo estado iugoslavo, afirmou o compromisso de formar uma federação democrática sem especificar quaisquer detalhes de tal federação. Também negou a autoridade do governo iugoslavo no exílio e proibiu o retorno do rei Pedro II ao país.  Um mês antes da reunião de Jajce, o comitê central do KPJ criou o Comitê Nacional para a Libertação da Iugoslávia como o novo governo iugoslavo,  e o AVNOJ confirmou sua composição - incluindo Tito como seu presidente.  A posição de Tito foi reforçada através dos Acordos Tito-Šubašić que concluiu com o governo no exílio na segunda metade de 1944 e início de 1945. Com base nesses acordos, o governo no exílio foi substituído pelo Governo Provisório da Iugoslávia Federal Democrática, com Tito como primeiro-ministro em 7 de março de 1945. 
Durante a guerra, o KPJ adicionou novas organizações baseadas em unidades federais previstas. Em 1943, estabeleceu o Partido Comunista da Macedônia (Комунистичка партија на Македонија) e, nos últimos dias da guerra em maio de 1945, o KPJ fundou o Partido Comunista da Sérvia (Komunistička partija Srbije).  Ao final da guerra, os membros do KPJ atingiram pouco mais de 141.000. 

## Consolidação do poder no pós-guerra

### Deriva para o sistema de partido único

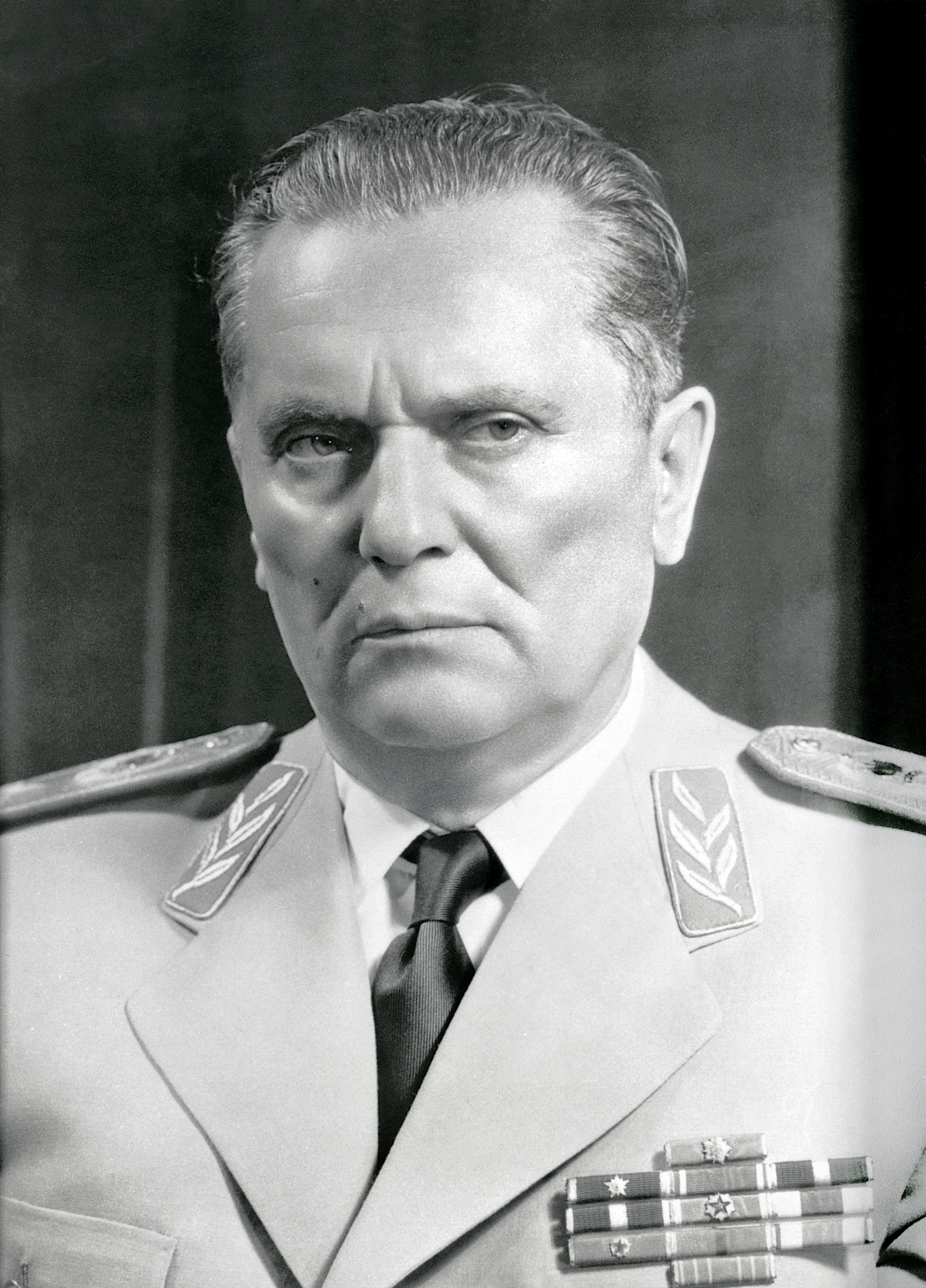
Josip Broz Tito liderou o Partido Comunista / Liga dos Comunistas da Iugoslávia desde o final dos anos 1930 até sua morte em 1980.

Em 1945, o KPJ trabalhou para ampliar seu apoio e desacreditar seus oponentes políticos.  Como os políticos incluídos no governo no exílio só retornaram à Iugoslávia em março de 1945, e Vladko Maček permaneceu no exterior, não houve oposição política bem organizada ao KPJ.  A Frente Popular da Iugoslávia (Narodni front Jugoslavije, NFJ) foi estabelecido no outono de 1945, nominalmente uma coalizão de quase todos os partidos políticos do país. Uma exceção notável foi o Partido Democrático de Milan Grol, que foi acusado de nacionalismo sérvio. Além do KPJ, o NFJ incluía partidos burgueses fracos e mal organizados: o Partido Republicano Iugoslavo, o Partido Democrático Independente, a União Agrícola, o Partido Socialista, o JSDS, o Partido Camponês Republicano Croata (Hrvatska republikanska seljačka stranka, HRSS) e um grupo de políticos organizados como o Forward (Napred).  Enquanto os partidos não comunistas no NFJ esperavam pela igualdade, Tito via o NFJ como uma ferramenta para neutralizar a oposição política ao aliá-los ao KPJ.  Devido à fraqueza dos partidos não comunistas no NFJ, o KPJ dominou o grupo. 
Em preparação para as eleições de 1945, o AVNOJ foi expandido pela adição de membros do parlamento pré-guerra considerados não comprometidos pela cooperação com as potências do Eixo. Com efeito, isso significava o acréscimo de políticos liberais e de esquerda que não podiam ser acusados de colaborar com o Eixo.  Os direitos civis foram restringidos no verão de 1945, quando uma nova legislação sobre crimes contra o povo e o estado restringiu os direitos de reunião e liberdade de imprensa. Os níveis médio e inferior da burocracia foram preenchidos com as fileiras dos ex-guerrilheiros. 
Após uma proclamação de boicote pelos democratas de Grol, as eleições foram realizadas como um referendo - votando a favor do NFJ e contra ele. A ardósia NFJ recebeu a maior aprovação na Croácia, onde o HRSS estava alinhado com o KPJ (81%), seguido pela Eslovênia (78%), apesar da não participação dos partidos pré-guerra na ardósia NFJ lá, e o menor apoio em Sérvia (67%). Este resultado é atribuído ao monarquismo e ao boicote. No final das contas, 88,43% do eleitorado votou, e o NFJ foi apoiado por 88,69% dos votos expressos. O sufrágio era universal para todos os maiores de 18 anos (incluindo mulheres pela primeira vez), exceto os encarregados de colaborar com o Eixo. Os ex-partidários podiam votar mesmo com menos de 18 anos  O KPJ recebeu 404 representantes de 524 (77%) na Assembléia Constituinte bicameral. 
De acordo com Đilas e Vladimir Velebit, o KPJ esperava ganhar uma maioria de 60-65%, mesmo que a eleição garantisse uma concorrência justa. Eles basearam a opinião na crença de que o KPJ oferecia a oportunidade de viver em paz, uma reforma agrária e na euforia do pós-guerra.  Em 1946, o parlamento adotou uma nova Constituição implementando o federalismo étnico como a solução do KPJ para a questão nacional,  modelada na União Soviética.  Em 1947, o KPJ declarou que seu programa era o programa do NFJ e que o KPJ estava na vanguarda do NFJ. Tito vinculou o colapso da Iugoslávia pré-guerra com o sistema multipartidário de governo, justificando a supressão dos partidos da oposição política no contexto pós-guerra – chamando o sistema multipartidário incompatível com a ordem socialista e desnecessário.  Em outubro de 1948, os quatro partidos comunistas republicanos existentes foram complementados por mais dois: o Partido Comunista da Bósnia e Herzegovina,  e o Partido Comunista de Montenegro. 

### Ruptura com a União Soviética
Os objetivos da política externa soviética gradualmente colocaram a URSS em conflito com o KPJ. O relacionamento deles foi complicado, pois o KPJ liderou a resistência armada contra o Eixo, enquanto as relações externas soviéticas foram inicialmente restringidas pelas disposições do Pacto Molotov-Ribbentrop,  e depois pela aliança com os Aliados Ocidentais que apoiaram o governo iugoslavo no exílio até logo após o Acordo Tito–Šubašić inicial.  Como a Iugoslávia não estava totalmente na esfera de influência soviética do pós-guerra,  Tito seguiu um curso de política externa buscando integrar a Albânia na federação iugoslava, apoiar os guerrilheiros comunistas gregos,  e ampliar os laços entre a Iugoslávia e Bulgária – potencialmente unificando os países. A conclusão do Acordo de Bled de 1947 buscando laços mais estreitos com a Bulgária,  e o desdobramento iminente do exército iugoslavo para a Albânia levaram a um confronto político com a URSS.  O confronto culminou na Ruptura Tito–Stalin e o KPJ foi expulso do Cominform em 1948. Por razões políticas, a ruptura foi apresentada como ideológica e não geopolítica.  O KPJ inicialmente reagiu às críticas de Stalin adotando medidas corretivas no campo da coletivização descritas como mais stalinistas do que as empregadas pelo próprio Stalin. 
O KPJ viu expurgos de apoiadores reais ou supostos de Stalin e outros oponentes políticos do regime.  No período de 1948 a 1951, mais de 50.000 membros do KPJ (quase 20% de seus membros) foram registrados como oponentes políticos e expulsos, mas o partido expandiu suas fileiras em mais de meio milhão de membros no mesmo período.  Praticamente todos os partidos dentro do NFJ ou de outra forma foram desmantelados após as cartas de Stalin nas quais o líder soviético acusou o KPJ de ser diluído pelo NFJ. A única exceção foi o HRSS, que foi temporariamente autorizado a continuar operando.  O número exato de presos permanece incerto, mas em 1983, Radovan Radonjić afirmou que 16.288 foram presos e condenados, incluindo 2.616 pertencentes a vários níveis da liderança do KPJ.  De acordo com Ranković, 51.000 pessoas foram mortas, presas ou condenadas a trabalhos forçados,  a maioria delas sem julgamento.  Os prisioneiros foram mantidos em vários locais, incluindo um campo de prisioneiros para fins especiais construído nas desabitadas ilhas adriáticas de Goli Otok e Sveti Grgur em 1949. 
Em vista das circunstâncias e do aspecto ideológico da divisão iugoslava-soviética, o KPJ considerou necessário diferenciar o sistema político iugoslavo do soviético. Uma vez que o KPJ rotulou a URSS de antidemocrática, foi necessário conceber e destacar a abordagem inovadora do KPJ ao regime comunista.  Isso foi buscado por meio da legislação de autogestão dos trabalhadores introduzida em 1950, bem como pela oposição ao stalinismo e ao unitarismo iugoslavo entreguerras.  A abordagem levou a um período de revisionismo ideológico em que as doutrinas estabelecidas podiam ser questionadas. 

### Reforma e conflito com Đilas
Embora a propaganda soviética e do Cominform chamasse a atenção para as desigualdades no desenvolvimento econômico de várias partes da Iugoslávia, alegando a restauração do capitalismo e a opressão nacional das nações subdesenvolvidas,  o choque entre a centralização estrita e a descentralização apareceu como um conflito entre o princípio político e prioridades econômicas.  Em 1950, as autoridades iugoslavas buscaram combater práticas trabalhistas insustentáveis e melhorar a eficiência da produção por meio da introdução de conselhos de trabalhadores e do sistema que mais tarde ficou conhecido como "autogestão socialista". 
No entanto, a constituição iugoslava de 1946 seguiu o modelo da federação soviética em que o parlamento federal legisla leis aplicáveis às unidades federadas e tem o poder de anular a legislação das unidades.  Em 1952, Kardelj elaborou emendas constitucionais para refletir a realidade das reformas de 1950-1951.  Isso levou à codificação das reformas como emendas constitucionais iugoslavas de 1953, buscando refletir o poder econômico de cada república constituinte, garantindo a representação igual de cada unidade federal na assembléia para contrabalançar isso. 
O KPJ proclamou a mudança do poder monopolizador do partido para o líder ideológico da sociedade, descentralizou sua estrutura e renomeou-se (e correspondentemente suas organizações republicanas) como a Liga dos Comunistas da Iugoslávia (Savez komunista Jugoslavije, SKJ) em seu sexto congresso realizado em Zagreb em 1952.  O nome foi inspirado na Liga Comunista de 1847-1852, fundada por Marx, Engels e Schapper.  As emendas constitucionais, adotadas em janeiro de 1953, foram apenas o segundo passo de uma série de cinco reformas constitucionais refletindo o desenvolvimento social da Iugoslávia governada pelos comunistas, mas os princípios introduzidos em 1953 foram mantidos em todas as constituições iugoslavas subsequentes. 
Após a reaproximação iugoslava com a URSS, Đilas temia que a Iugoslávia passasse ao controle total da sociedade pelo governo central. Ele pensou que isso era possível devido à influência de Ranković - o principal concorrente do Đilas como um potencial sucessor de Tito. Đilas escreveu uma série de artigos para Borba criticando o burocratismo e a pretensão comunista de poder. Ele levou as críticas adiante em uma compilação de ensaios, acusando o KPJ de elitismo e privilégios. Em resposta, Đilas foi removido do comitê central do KPJ em janeiro de 1954 e logo deixou o partido por completo. Em uma entrevista subsequente ao The New York Times, ele pediu um sistema multipartidário na Iugoslávia – e isso o levou à prisão. Đilas foi perdoado em 1966. 

### Campanha do iugoslavismo
No 7º Congresso do SKJ realizado em 1958, o partido tornou-se mais centralizado. Isso foi conseguido revogando em grande parte os poderes de tomada de decisão anteriormente concedidos aos ramos republicanos do SKJ. O programa do partido publicado no Congresso elogiou a consciência iugoslava emergente e uma série de artigos foi publicada defendendo a criação de uma cultura iugoslava unificada. Esta decisão baseou-se na introdução da opção de declarar a própria etnia como iugoslava no censo de 1953,  e no Acordo de Novi Sad de 1954, patrocinado pelo regime, sobre a única língua servo-croata.  Assim lançada, a campanha do Iugoslavismo procurou substituir o federalismo pelo unitarismo.  Ranković tornou-se o defensor mais proeminente da campanha. Ele buscou apoio da Liga dos Comunistas da Bósnia e Herzegovina (Savez komunista Bosne i Hercegovine, SKBiH) e da Liga dos Comunistas de Montenegro (Savez komunista Crne Gore, SKCG) – com algum sucesso neste último. Em 1963, a Sérvia e Montenegro concluíram vários acordos para fortalecer os laços econômicos e culturais, incluindo a construção da ferrovia Belgrado-Bar. 
A campanha foi criticada publicamente por meio de uma troca de cartas publicada no Borba . Os proponentes da campanha, em grande parte sérvios étnicos, foram acusados de conspirar para abolir as repúblicas e ressuscitar o chauvinismo da Grande Sérvia.  A oposição particular veio da Liga dos Comunistas da Croácia (Savez komunista Hrvatske, SKH) e a Liga dos Comunistas da Macedônia (Сојуз на комунистите на Македонија, SKM). Eles se juntaram em uma coalizão nacional-liberal informal pela Liga dos Comunistas da Eslovênia (Zveza komunistov Slovenije, ZKS) e, em papel menos proeminente, pela liderança da Voivodina.  No início de 1963, Tito foi obrigado a alertar publicamente sobre o chauvinismo e tranquilizar os não-sérvios de que a fusão de nações não estava contemplada enquanto defendia o conceito de iugoslavismo. Finalmente, no 8º Congresso da SKJ realizado em 1964, Tito e Kardelj fizeram discursos criticando aqueles que pensavam sobre a fusão das nações da Iugoslávia como proponentes da centralização burocrática, unitarismo e hegemonia. Não houve mais menção ao iugoslavismo no Congresso e os ramos republicanos do SKJ receberam de volta seus poderes de decisão para refletir as especificidades e o caráter nacional das repúblicas.  O 8º Congresso abandonou assim o Iugoslavismo em favor da descentralização. 
O SKJ promoveu a noção de "patriotismo socialista iugoslavo". O conceito foi descrito por seus defensores como o sentimento ou consciência e amor da comunidade de autogestão socialista. Segundo o SKJ, o conceito não tinha relação com nacionalismo e etnia. A noção também foi reivindicada para apoiar valores e tradições de grupos étnicos que vivem na Iugoslávia. 

## Ascensão e queda do "liberalismo"

### Fábricas políticas
As reformas baseadas na autogestão dos trabalhadores da década de 1950 criaram uma economia de mercado socialista distorcida, onde os preços eram regulados e os regulamentos frequentemente alterados. A política permitiu que as autoridades municipais estabelecessem e protegessem as empresas contra as forças do mercado. Tito disse que aquelas empresas, chamadas de "fábricas políticas", só eram capazes de produzir prejuízos. Eles competiam pelo financiamento fornecido por fundos de investimento federais – muitas vezes por meio de lobby de funcionários de nível republicano – fazendo com que as repúblicas competissem por recursos limitados. 
Em 1958, uma greve de mineiros em Trbovlje alimentou o descontentamento geral na Eslovênia em relação à política econômica iugoslava e, especialmente, à gestão dos fundos de investimento federais. O evento marcou o primeiro sinal de divisões crescentes sobre o desenvolvimento econômico do país e o quadro político do sistema econômico.  Em 1961-62, a economia iugoslava estava em recessão.  A situação levou a reformas econômicas de pequena escala, que foram rapidamente canceladas depois disso, mas levaram a um debate sobre questões econômicas.  O debate coincidiu com a adoção da constituição de 1963, expandindo os poderes das repúblicas, e o 8º Congresso da SKJ, expandindo os poderes das filiais da SKJ em 1964.  
Como forma de concessão às facções conservadoras dentro do SKJ, dois novos cargos foram criados sob a nova constituição, assumidos por Ranković e Petar Stambolić. O primeiro tornou-se vice-presidente e o segundo primeiro-ministro federal - já que o cargo era separado do de presidente. 

### Modelos econômicos concorrentes
As lideranças republicanas defendiam diferentes modelos de desenvolvimento econômico. O ZKS na Eslovênia e o SKH na Croácia favoreceram a descentralização e a redução dos subsídios ao investimento e criticaram as chamadas fábricas políticas na Bósnia e Herzegovina e no Kosovo.  A liderança do SKM na Macedônia favoreceu a descentralização porque temia mais a dominação sérvia do que a perda de financiamento federal. 
A autora Sabrina Ramet descreveu as facções concorrentes no SKJ nos níveis federal e republicano no período de 1962 a 1987 como "liberais" e "conservadores", com base no fato de apoiarem ou se oporem aos pedidos de descentralização. Aqueles que mantinham o meio-termo eram chamados de "corretores" e incluíam Tito, Bakarić e Stambolić. 
Um campo oposto foi formado pela Liga dos Comunistas da Sérvia (Savez komunista Srbije, SKS), o SKBiH na Bósnia e Herzegovina e o SKCG em Montenegro, que defendeu a continuidade das práticas econômicas existentes. Em março de 1966, o grupo reformista prevaleceu no comitê central do SKJ, que apoiava as reformas econômicas. 
Essas coalizões variaram conforme os interesses particulares mudaram. No final da década, a Vojvodina não mais apoiava as posições croata e eslovena, mas, por outro lado, o SKCG em Montenegro não estava mais em total alinhamento com o SKS sérvio, enquanto o SKH da Croácia buscava o apoio dos comunistas de Kosovo. 
O debate sobre a reforma foi inicialmente confinado aos economistas, mas em 1964 foi retomado em fóruns políticos e na mídia, onde facções opostas se acusavam de explorar umas às outras.  Essas alegações se basearam em ressentimentos mútuos. A população não sérvia via os sérvios (e montenegrinos) como super-representados em todos os níveis dos escritórios federais da SKJ, nos serviços de segurança e no corpo de oficiais do Exército do Povo Iugoslavo (JNA).
Além disso, a crescente lacuna de desenvolvimento entre a Eslovênia, Croácia e Vojvodina, por um lado, e o resto do país, por outro, também foi uma fonte de tensões.  De acordo com a cônsul dos EUA em Zagreb, Helene Batjer, em meados da década de 1960, o nacionalismo aumentou como resultado de anos de austeridade econômica, opressão política, investimentos não lucrativos em regiões subdesenvolvidas e o fracasso dos líderes políticos em cumprir suas promessas. . Foi também uma forma de protesto contra o papel dominante dos funcionários federais que geralmente eram considerados na Eslovênia e na Croácia como representantes dos interesses da Sérvia. De acordo com Batjer, cerca de 50% dos membros do ZKS na Eslovênia e do SKH na Croácia defendiam visões nacionalistas até então. 
Em 1965, a campanha pró-reforma foi apresentada como um empurrão contra práticas econômicas ineficientes.  Isso levou a uma transferência da autoridade econômica do nível federal para as repúblicas e à abolição do fundo geral de investimento controlado pelo governo federal.  Seus ativos foram transferidos para três bancos federais com sede em Belgrado, enquanto os funcionários do partido comunista de nível republicano aumentaram sua influência sobre as economias de suas respectivas repúblicas. 
| Nacionalidade | Total de membros | Porcentagem de adesão | Porcentagem da população total |
| ------------- | ---------------- | --------------------- | ------------------------------ |
| Sérvio        | 541.526          | 51,77                 | 42.08                          |
| Croata        | 189.605          | 18.13                 | 23.15                          |
| Esloveno      | 70.516           | 6.74                  | 8.57                           |
| Macedônio     | 67.603           | 6.46                  | 5.64                           |
| Montenegrino  | 65.986           | 6.31                  | 2.77                           |
| Muçulmano     | 37.433           | 3,58                  | 5.24                           |
| Albanês       | 31.780           | 3.04                  | 4,93                           |
| Húngaro       | 12.683           | 1.21                  | 2.72                           |
| Outros        | 28.886           | 2.76                  | 4,90                           |
| Total         | 1.046.018        | 100,00                | 100,00                         |

### Caso Ranković
No início de 1966, era evidente que a reforma econômica não produzia os resultados desejados. O SKJ discutiu o fracasso e culpou a liderança sérvia pela resistência à reforma.  Na primavera de 1966, Kardelj persuadiu Tito a remover Aleksandar Ranković do comitê central da SKJ e do cargo de vice-presidente da Iugoslávia. Ele foi acusado de conspirar para tomar o poder desrespeitando as decisões do 8º Congresso do SKJ sobre descentralização e abuso da Administração de Segurança do Estado diretamente ou por meio de aliados.  Especificamente, ele foi acusado de grampear ilegalmente a liderança do SKJ, incluindo Tito. 
A investigação do caso Ranković foi conduzida por uma comissão de seis membros, com um membro escolhido de cada república. Foi presidido por Krste Crvenkovski (Macedônia) e seus membros foram Đuro Pucar (Bósnia), Blažo Jovanović (Montenegro), Dobrivoje Radosavljević (Sérvia), Miko Tripalo (Croácia) e France Popit (Eslovênia). Mesmo não sendo membros da comissão, a investigação foi dirigida por Kardelj, Bakarić e Stambolić, que controlavam a comissão por meio da influência exercida sobre seus membros. Ranković não foi informado das acusações e da investigação até pouco antes do plenário realizado nas Ilhas Brijuni em 1º de julho de 1966. 
Ranković acabou sendo destituído de todos os seus cargos e expulso do comitê central. Seus aliados e sucessores como ministros federais do interior, Svetislav Stefanović e Vojin Lukić, também foram demitidos e expulsos do SKJ. Por iniciativa da organização Kosovo do SKJ, apoiada pelo SKCG, SKBiH e SKM, Ranković também foi expulso do SKJ.  Embora o SKJ tenha tomado o cuidado de substituir Ranković em todos os seus cargos federais anteriores por sérvios étnicos, sua expulsão foi percebida na Sérvia e em outros lugares da Iugoslávia como uma derrota sérvia ou mesmo humilhação, resultando em ressentimento sérvio. 
Pouco depois da queda de Ranković, o SKM da Macedônia pediu reformas políticas. Eles propuseram uma descentralização ainda maior do SKJ e dando poderes de veto aos ramos republicanos na tomada de decisões em nível federal pelo SKJ. O plano foi contestado pelo SKS na Sérvia, mas foi apoiado em vários graus por outros.  Enquanto o debate estava em andamento, a liderança do SKS foi substituída pelos antinacionalistas de tendência liberal Marko Nikezić e Latinka Perović, que foram nomeados presidente do comitê central e secretário do comitê executivo, respectivamente. 
Embora Nikezić e Perović não apoiassem os aspectos econômicos da reforma defendida pelo SKH na Croácia, eles saudaram o apelo por uma maior liberalização da mídia e da política.  Em 1969, o 9º Congresso permaneceu omisso sobre os direitos de veto, mas concedeu aos ramos o direito de nomear funcionários de nível federal e adotar seus próprios estatutos. 
As organizações SKJ provinciais em Kosovo e Vojvodina foram elevadas ao nível de partidos comunistas provinciais em 1968. Assim foi formada a Liga dos Comunistas da Voivodina (Savez komunista Vojvodine, SKV) e a Liga dos Comunistas do Kosovo (Savez komunista Kosova, SKK), que faziam parte simultaneamente do SKS sérvio e do SKJ federal.  Isso deixou apenas a organização do partido no JNA sob controle direto do SKJ em nível federal. 

### Primavera croata e expurgo dos reformistas

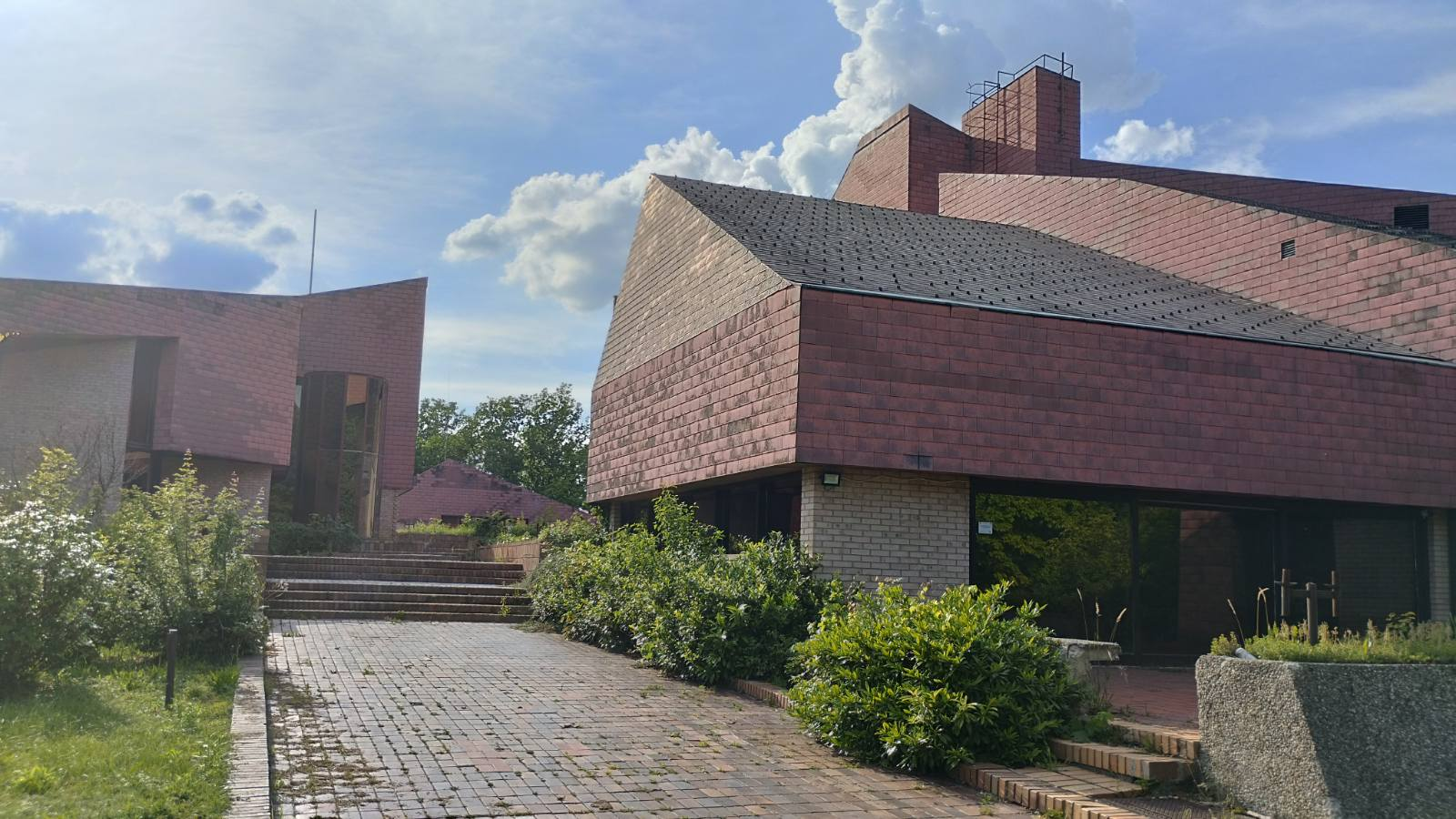
Antiga escola política do partido comunista em Kumrovec - local de nascimento de Tito.

Na atmosfera do desacordo inter-republicano sobre a reforma da banca e do comércio, o conflito assumiu uma retórica cada vez mais nacionalista.  Em 1967 e 1968, a constituição iugoslava foi alterada mais uma vez, reduzindo ainda mais a autoridade federal em favor das repúblicas constituintes.  As forças reformistas cresceram em novembro de 1968, quando Marko Nikezić e Latinka Perović assumiram o comando do SKS e defenderam o desenvolvimento através da introdução de práticas de economia de mercado e não interferência nos assuntos de outras repúblicas.  O 9º Congresso do SKJ foi realizado em março de 1969, marcando o auge da coalizão reformista. Ele pressionou pela descentralização de todos os aspectos da sociedade. No final dos anos 1960, as relações entre o ZKS da Eslovênia e o SKH da Croácia tornaram-se mais tensas, mas o SKH e o SKM da Macedônia pressionaram com sucesso o SKJ federal a adotar o princípio da unanimidade na tomada de decisões, obtendo assim poder de veto para os ramos republicanos do SKJ em abril de 1970. 
No final dos anos 1960, a Croácia viu um ressurgimento do sentimento nacional e do nacionalismo croata na forma da Primavera Croata, principalmente por meio da organização cultural Matica hrvatska, em resposta a instâncias de domínio sérvio real ou percebido.  O SKH não tinha posição oficial sobre Matica hrvatska até o final de 1969 ou início de 1970. Então, uma facção reformista do SKH liderada por Savka Dabčević-Kučar e Miko Tripalo ganhou o controle do partido e se alinhou com Matica hrvatska para garantir um apoio mais amplo em uma luta pelo poder intra-SKH com uma facção conservadora. 
Para o SKH, as queixas incluíam questões econômicas, como a taxa de retenção de ganhos em moeda forte por empresas sediadas na Croácia, mas as reclamações foram expandidas para incluir várias demandas políticas buscando maior autonomia e oposição à super-representação de sérvios étnicos em serviços de segurança, política, e em outros lugares.   Um ponto particular de discórdia foi a questão de distinguir a língua croata do servo-croata. 
Em 1º de dezembro de 1971, Tito convocou a 21ª sessão do presidium do SKJ como uma reunião conjunta com os líderes do SKH, onde a liderança do SKH foi duramente criticada e instruída a recuperar o controle sobre os nacionalistas. Em poucos dias, Dabčević-Kučar e Tripalo renunciaram e dezenas de milhares de membros foram expulsos do SKH. Mesmo quando milhares foram perseguidos por crimes políticos, Tito procurou minar o apoio nacionalista ao conceder demandas de reforma econômica. 
Em janeiro de 1972, o SKJ adotou um programa de luta contínua contra o nacionalismo. No processo, as forças reformistas foram visadas - Stane Kavčič foi forçado a renunciar na Eslovênia, e a facção SKM de Krste Crvenkovski foi deposta na Macedônia. Na Sérvia, Marko Nikezić, Latinka Perović, Mirko Tepavac e Bora Pavlović foram acusados de liberalismo, particularmente com a sua recusa em condenar a Primavera Croata, conciliação com a crítica pública da centralização federal e pedidos para enfraquecer o monopólio do partido SKJ, bem como a defesa da democracia reformas da autogestão socialista no país e foram forçados a renunciar,  enquanto Koča Popović se aposentou em solidariedade aos expurgados membros do partido. Seus substitutos eram políticos obedientes, mas medíocres. 
Ou seja, as emendas constitucionais de 1971 transferiram poderes significativos da federação para as repúblicas, e a nova constituição adotada em 1974 preservou quase completamente as reformas de 1971.  Ele até expandiu os poderes econômicos republicanos ao colocar em lei as demandas reformistas nos setores de bancos, comércio e moeda estrangeira.  Os expurgos do início dos anos 1970 afastaram muitos comunistas reformistas e de mentalidade social-democrata da política nas últimas décadas da Iugoslávia. 

## Declínio e dissolução
Após a morte de Tito em 1980, o partido adotou um modelo de liderança coletiva, com a presidência rotativa anualmente. A influência do partido diminuiu e o partido mudou para uma estrutura federal, dando mais poder às filiais do partido nas repúblicas constituintes da Iugoslávia. A filiação partidária continuou a crescer, chegando a dois milhões em meados da década de 1980, mas a filiação era considerada menos prestigiosa do que no passado.
Slobodan Milošević tornou-se presidente da Liga dos Comunistas da Sérvia em 1987 e combinou certas ideologias nacionalistas sérvias com oposição às reformas liberais. A divisão crescente entre os ramos do Partido Comunista e suas respectivas repúblicas chegou ao auge no 14º Congresso da SKJ, realizado em janeiro de 1990. O SKJ renunciou ao seu monopólio de poder e concordou em permitir que os partidos da oposição participem das eleições. No entanto, divergências entre os comunistas sérvios e eslovenos levaram o SKJ a se dissolver em diferentes partidos para cada república. 
Em 22 de Janeiro de 1991, o Comitê para a Preparação da Renovação Democrática e Programática — o último órgão federal da LCY — foi extinto e, em 24 de Fevereiro de 1991, a última secção do partido, a Liga dos Comunistas da Bósnia e Herzegovina, deixou a LCY e tornou-se um partido independente.
As associações comunistas em cada república logo adotaram os apelidos de "socialistas" ou "social-democratas", transformando-se em movimentos de esquerda, mas não estritamente comunistas.
- a Liga dos Comunistas da Eslovênia (ZKS) tornou-se o Partido das Reformas Democráticas da Eslovênia em fevereiro de 1990 (que se fundiu em 1993 com vários partidos menores para formar a Lista Unida de Social-democratas, que em 2005 adotou sua forma atual de Social-Democratas)
- a Liga dos Comunistas da Sérvia (SKS) tornou-se o Partido Socialista da Sérvia (SPS) em julho de 1990
- a Liga dos Comunistas da Croácia (SKH) tornou-se o Partido das Mudanças Democráticas (SDP) em novembro de 1990 (que mais tarde se fundiu com os muito menores social-democratas da Croácia em 1994 e foi renomeado como Partido Social-Democrata)
- a Liga dos Comunistas da Macedônia (SKM) tornou-se a União Social-Democrata da Macedônia (SDSM) em abril de 1991
- a Liga dos Comunistas de Montenegro (SKCG) tornou-se o Partido Democrático dos Socialistas de Montenegro (DPS) em junho de 1991
- a Liga dos Comunistas da Bósnia e Herzegovina (SKBiH) tornou-se o Partido Social Democrata da Bósnia e Herzegovina (SDP BiH) em dezembro de 1992

#### Livros
- Banac, Ivo (1984). The National Question in Yugoslavia: Origins, History, Politics. Ithaca, New York: Cornell University Press. ISBN 0-8014-1675-2
- Banac, Ivo (1988). With Stalin against Tito: Cominformist Splits in Yugoslav Communism. Ithaca, New York: Cornell University Press. ISBN 0-8014-2186-1
- Bieber, Florian (2007). «The Role of the Yugoslav People's Army in the Dissolution of Yugoslavia: The Army without a State?». In:  Cohen, Lenard J.; Dragović-Soso, Jasna. State Collapse in South-Eastern Europe: New Perspectives on Yugoslavia's Disintegration. West Lafayette, Indiana: Purdue University Press. pp. 301–332. ISBN 978-1-55753-461-3
- Bokovoy, Melissa Katherine (1998). Peasants and Communists: Politics and Ideology in the Yugoslav Countryside, 1941-1953. Pittsburgh, Pennsylvania: University of Pittsburgh Press. ISBN 9780822940616
- Burg, Steven L. (2014). Conflict and Cohesion in Socialist Yugoslavia: Political Decision Making Since 1966. Princeton, New Jersey: Princeton University Press. ISBN 9781400853373
- Calic, Marie-Janine (2019). A History of Yugoslavia. West Lafayette, Indiana: Purdue University Press. ISBN 978-1-55753-838-3
- Connor, Walker (1984). The National Question in Marxist-Leninist Theory and Strategy. Princeton, New Jersey: Princeton University Press. ISBN 0-691-07655-3
- Đilas, Aleksa (1991). The Contested Country: Yugoslav Unity and Communist Revolution, 1919-1953. Cambridge, Massachusetts: Harvard University Press. ISBN 9780674166981
- Flere, Sergej; Klanjšek, Rudi (2019). The Rise and Fall of Socialist Yugoslavia: Elite Nationalism and the Collapse of a Federation. Lanham, Maryland: Rowman & Littlefield. ISBN 9781498541978
- Gibianskii, Leonid (2012). «Communist Party in Yugoslavia». In:  Pons, Silvio; Service, Robert. A Dictionary of 20th-Century Communism. Princeton, New Jersey: Princeton University Press. pp. 230–233. ISBN 9780691154299
- Glenny, Misha (2012). The Balkans, 1804–2012: Nationalism, War and the Great Powers. Toronto, Ontario: House of Anansi Press. ISBN 978-1-77089-273-6
- Haug, Hilde Katrine (2012). Creating a Socialist Yugoslavia: Tito, Communist Leadership and the National Question. London, UK: Bloomsbury Publishing. ISBN 9780857721211
- Hoare, Marko Attila (2010). «The War of Yugoslav Succession». In:  Ramet, Sabrina P. Central and Southeast European Politics since 1989. Cambridge, UK: Cambridge University Press. pp. 111–136. ISBN 978-0-521-88810-3
- Hoare, Marko Attila (2013). The Bosnian Muslims in the Second World War. Oxford, UK: Oxford University Press. ISBN 978-0-231-70394-9
- Irvine, Jill (2007). «The Croatian Spring and the Dissolution of Yugoslavia». In:  Cohen, Lenard J.; Dragović-Soso, Jasna. State Collapse in South-Eastern Europe: New Perspectives on Yugoslavia's Disintegration. West Lafayette, Indiana: Purdue University Press. pp. 149–178. ISBN 978-1-55753-461-3
- Jović, Dejan (2004). «Communist Yugoslavia and Its "Others"». In:  Lampe, John; Mazower, Mark. Ideologies and National Identities. Budapest: CEU Press. pp. 277–290. ISBN 9789639241725
- Lampe, John R. (2000). Yugoslavia as History: Twice There Was a Country 2nd ed. Cambridge, UK: Cambridge University Press. ISBN 0-521-77357-1
- Kranjc, Gregor Joseph (2013). To Walk with the Devil: Slovene Collaboration and Axis Occupation, 1941-1945. Toronto: University of Toronto Press. ISBN 9781442613300
- Lukic, Renéo; Lynch, Allen (1996). Europe from the Balkans to the Urals: The Disintegration of Yugoslavia and the Soviet Union. Stockholm, Sweden: SIPRI. ISBN 9780198292005
- McClellan, Woodford (1969). «Postwar Political Evolution». In:  Vucinich, Wayne S. Contemporary Yugoslavia: Twenty Years of Socialist Experiment. Berkeley, California: University of California Press. pp. 119–153. ISBN 9780520331105
- Murray, Chris (2019). «From resistance to revolution: occupied Yugoslavia». In:  Murray, Chris. Unknown Conflicts of the Second World War: Forgotten Fronts. Oxon, UK: Routledge. pp. 139–170. ISBN 978-1-138-61294-5
- Radelić, Zdenko (2016). «The Communist Party of Yugoslavia and the Abolition of the Multi-party System: The Case of Croatia». In:  Ognjenović, Gorana; Jozelić, Jasna. Revolutionary Totalitarianism, Pragmatic Socialism, Transition: Volume One, Tito's Yugoslavia, Stories Untold. New York City, New York: Springer Nature. ISBN 978-1-137-59742-7
- Ramet, Sabrina P. (1995). Social Currents in Eastern Europe: The Sources and Consequences of the Great Transformation. Durham, North Carolina: Duke University Press. ISBN 9780822315483
- Ramet, Sabrina P. (2006). The Three Yugoslavias: State-building and Legitimation, 1918–2005. Bloomington, Indiana: Indiana University Press. ISBN 9780253346568
- Rakowska-Harmstone, Teresa (1984). Communism in Eastern Europe. Bloomington, Indiana: Indiana University Press. ISBN 9780253313911
- Roberts, Walter R. (1973). Tito, Mihailović, and the Allies, 1941-1945. New Brunswick, New Jersey: Rutgers University Press. ISBN 978-0-8135-0740-8
- Rusinow, Dennison (2003). «The Yugoslav Idea before Yugoslavia». In:  Djokic, Dejan. Yugoslavism: Histories of a Failed Idea, 1918-1992. London, UK: C. Hurst & Co. pp. 11–26. ISBN 1-85065-663-0
- Rusinow, Dennison (2007). «Reopening of the "National Question" in the 1960s». In:  Cohen, Lenard J.; Dragović-Soso, Jasna. State Collapse in South-Eastern Europe: New Perspectives on Yugoslavia's Disintegration. West Lafayette, Indiana: Purdue University Press. pp. 131–148. ISBN 978-1-55753-461-3
- Štiks, Igor (2015). Nations and Citizens in Yugoslavia and the Post-Yugoslav States: One Hundred Years of Citizenship. London, UK: Bloomsbury Publishing. ISBN 978-1-4742-2152-8
- Tomasevich, Jozo (2001). War and Revolution in Yugoslavia, 1941–1945: Occupation and Collaboration. Stanford, California: Stanford University Press. ISBN 978-0-8047-0857-9
- Vucinich, Wayne S. (1969). «Nationalism and Communism». In:  Vucinich, Wayne S. Contemporary Yugoslavia: Twenty Years of Socialist Experiment. Berkeley, California: University of California Press. pp. 236–284. ISBN 9780520331105
- Vukšić, Velimir (2003). Tito's Partisans 1941–45. Oxford, UK: Osprey Publishing. ISBN 1-84176-675-5
- Woodward, Susan L. (1995). Socialist Unemployment: The Political Economy of Yugoslavia, 1945–1990. Princeton, New Jersey: Princeton University Press. ISBN 0-691-08645-1

### Jornais
- Auty, Phyllis (1969). «The Origins of National Communism in Yugoslavia». Cambridge, UK: Cambridge University Press. Government and Opposition. 4 (2): 264–273. ISSN 0017-257X. JSTOR 44481920. doi:10.1111/j.1477-7053.1969.tb00177.x
- Batović, Ante (2010). «Od ekonomske reforme do Brijunskog plenuma – Američki i britanski izvještaji o Hrvatskoj (1964.-1966.)» [From Economic Reform to Brijuni Plenum – American and British Reports on Croatia (1964-1966)]. Zagreb: Društvo za hrvatsku povjesnicu. Historijski zbornik (em croata). 63 (2): 539–569. ISSN 0351-2193
- Engelsfeld, Neda (1972). «Rad kluba komunističkih poslanika u plenumu Ustavotvorne skupštine (u prosincu 1920. i u siječnju 1921.)» [Work of the Communist Delegates' Club in the Constitutional Assembly (in December 1920 and January 1921)]. Zagreb, Croatia: University of Zagreb. Radovi: Radovi Zavoda za hrvatsku povijest Filozofskoga fakulteta Sveučilišta u Zagrebu (em croata). 2 (1): 181–262. ISSN 0353-295X
- Lilly, Carol S. (1994). «Problems of Persuasion: Communist Agitation and Propaganda in Post-war Yugoslavia, 1944-1948». Cambridge, UK: Cambridge University Press. Slavic Review. 53 (2): 395–413. JSTOR 2501299. doi:10.2307/2501299
- Perović, Jeronim (2007). «The Tito–Stalin split: a reassessment in light of new evidence». MIT Press. Journal of Cold War Studies. 9 (2): 32–63. ISSN 1520-3972. doi:10.5167/uzh-62735
- Petrović, Aleksandar; Stefanović, Đorđe (2010). «Kosovo, 1944-1981: The Rise and the Fall of a Communist 'Nested Homeland'». Abingdon-on-Thames, UK: Taylor & Francis, Ltd. Europe-Asia Studies. 62 (7): 1073–1106. ISSN 0966-8136. JSTOR 20787615. doi:10.1080/09668136.2010.497016. hdl:2440/124583
- Štefančić, Domagoj (2007). «Promjena naziva Komunističke partije Jugoslavije u Savez komunista Jugoslavije» [The Change of Name from the Yugoslav Communist Party to the League of Communists of Yugoslavia]. Zagreb, Croatia: Faculty of Philosophy Zagreb, FF press. Journal of the Institute of Croatian History (em croata). 39 (1): 259–273

### Outras fontes
- «YUGOSLAVIA: The Specter of Separatism». Time. 7 Fev 1972. Consultado em 12 Dez 2020
- Tempest, Rone (23 de janeiro de 1990). «Communists in Yugoslavia Split Into Factions». Los Angeles Times. Consultado em 12 Dez 2020